# Conversation téléphonique
 (décembre 2018).
Si vous disposez d'ouvrages ou d'articles de référence ou si vous connaissez des sites web de qualité traitant du thème abordé ici, merci de compléter l'article en donnant les références utiles à sa vérifiabilité et en les liant à la section « Notes et références ».

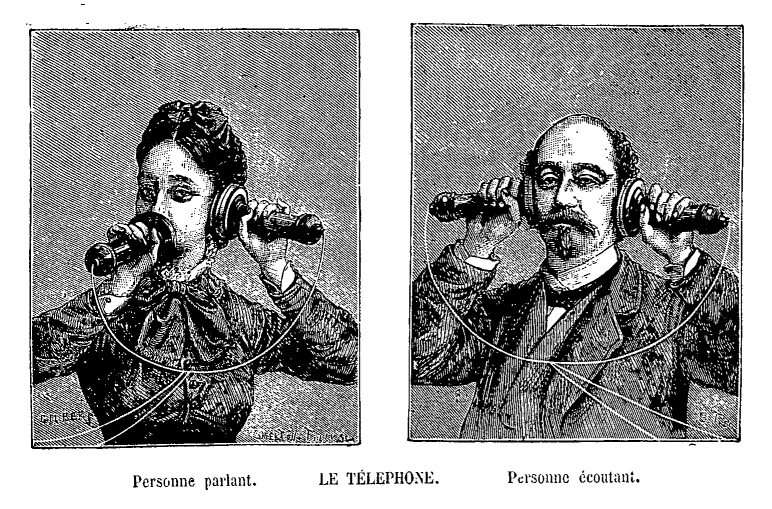
Illustration française de 1880 représentant une conversation téléphonique entre une femme qui parle et un homme qui l'écoute.

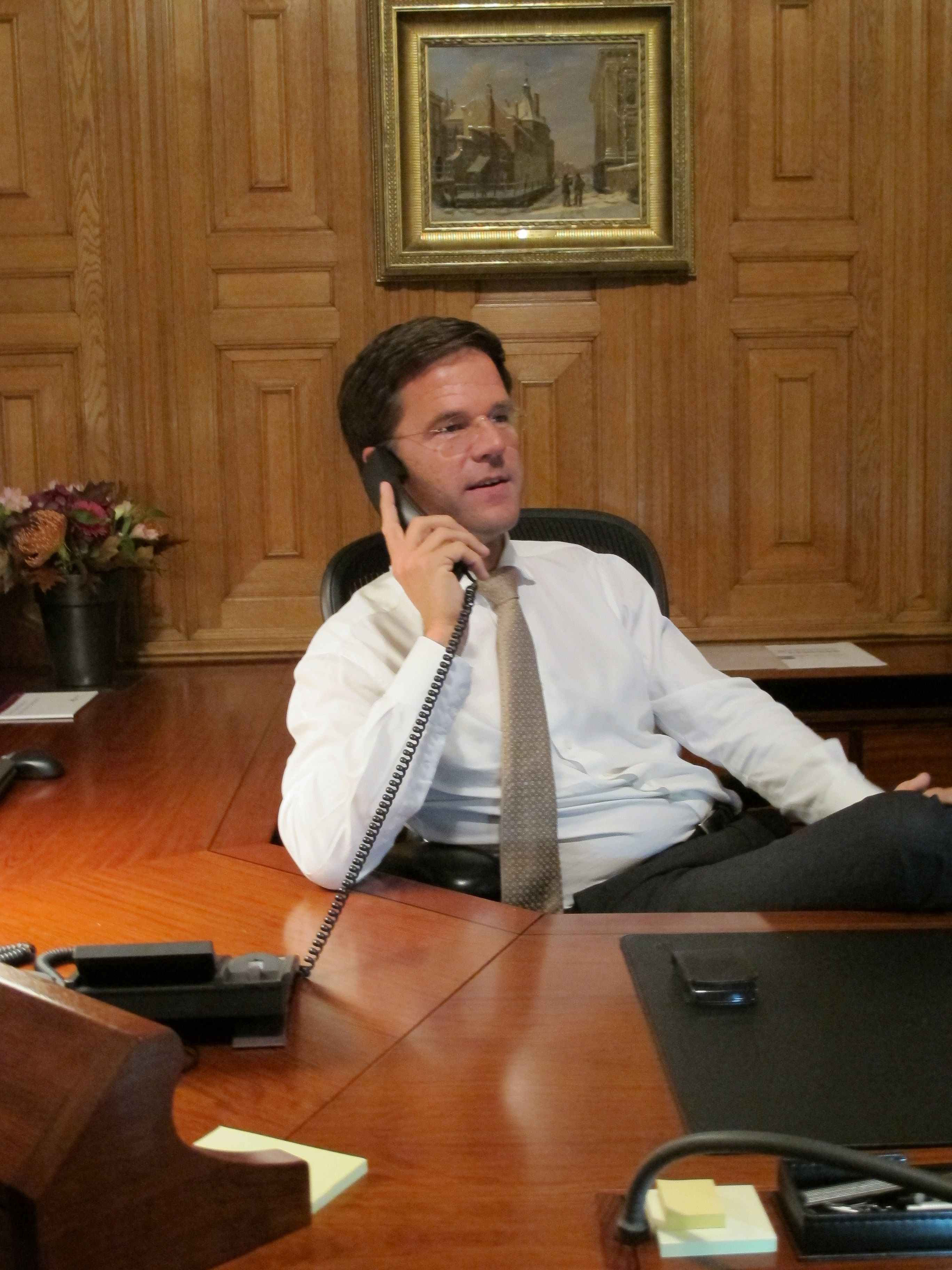
Le Premier ministre des Pays-Bas Mark Rutte en conversation téléphonique avec le Président des États-Unis Barack Obama.

Une conversation téléphonique est un échange oral entre deux ou plusieurs personnes via le téléphone, dont elle est la finalité principale. Selon les chercheurs interactionnistes, elle est régie par des normes sociolinguistiques qui la font différer de la conversation en face à face, notamment parce que les participants sont généralement distants l'un de l'autre et incapables de recourir aux formes de communication qui sont non verbales, par exemple gestuelles ou écrites. Dans ce contexte, les interlocuteurs s'efforcent d'éviter les silences trop longs afin de manifester à celui dont c'est le tour de parole qu'il est toujours écouté. En français, on utilise généralement la question « allô ? » pour engager une telle interaction, ce à quoi la réponse est souvent une répétition de la même question.
Les appels qu'engendrent les conversations téléphoniques représentent un marché majeur pour les opérateurs de téléphonie, généralement le principal devant les abonnements. Ces appels sont le plus souvent facturées au client selon leur durée, en sus de la localisation du destinataire de l'appel et la qualité du numéro appelé, qui peut faire l'objet d'une tarification spéciale. Aussi, dans le monde de l'entreprise, où les conversations inefficaces engendrent des coûts, on peut tenter de leur substituer d'autres moyens de communication, par exemple le courrier électronique ou la messagerie instantanée. Elles peuvent également être chronométrées, en particulier dans les centres d'appel.